# Cyprinella caerulea
Cyprinella caerulea es una especie de peces de la familia de los Cyprinidae en el orden de los Cypriniformes.

## Morfología
Los machos pueden llegar alcanzar los 10 cm de longitud total.

## Hábitat
Es un pez de agua dulce.

## Distribución geográfica
Se encuentran en Norteamérica: cuencas de los ríos Coosa y Cahaba, en Tennessee y desde el noroeste de Georgia hasta Alabama.